# 河合その子
河合 その子（かわい そのこ、1965年〈昭和40年〉6月20日 - ）は、日本のタレント・歌手・作詞家。愛知県東海市出身。女性アイドルグループ・おニャン子クラブの元メンバーで、会員番号は12番。
現役当時は渡辺プロダクション→イザワオフィスに所属していた。芸能界引退後は、出身地の東海市にある実家近くに居を構える専業主婦であったが、2010年に芸能活動を再開した。
夫はミュージシャンの後藤次利。

## 来歴

### 生い立ち
1965年（昭和40年）6月20日、愛知県東海市に生まれる。その子という名前は「花園のように美しい子になって欲しい」という両親の希望で名付けられた。明佳幼稚園→東海市立加木屋小学校→東海市立三ツ池小学校卒業。中学は名古屋市内の学校へ電車通学し、中学卒業後、日本福祉大学付属高等学校へ進学。

### オーディション
1983年、高校3年の夏、河合が熱烈なファンだった松田聖子に会えるかもしれないという思いから、CBS・ソニー主催のオーディション「ティーンズ・ポップ・コンテスト'83」に応募する。同コンテストで準優勝し、ソニーに所属し芸能界入りのきっかけを作る。その後は、1984年に新春恒例になっていた特別番組「新春レコード会社8社対抗オールスター大運動会」にソニー代表の一人として呼ばれて出演した以外は何の音沙汰もなく、日本福祉大学付属高等学校を卒業後、経済（コンピューター系）専門学校に進学する。

### おニャン子クラブ時代

#### 1985年（昭和60年）
3月、既に就職も内定していたところ、ソニー関係者から4月開始のフジテレビの新番組『夕やけニャンニャン』のオーディションコーナーに出てみないかとの連絡を受ける。突然の連絡に戸惑ったものの、松田聖子への憧れが再び募り、オーディション参加を決意する。同番組ディレクターの笠井一三は「歌の上手い、美人系のおニャン子が居たらいいな」と思い探していたところ、ソニーの過去のオーディション合格者の中の河合に目が留まり、説得して連れてきたと語っている。番組初回の4月1日から、番組内コーナー「ザ・スカウト アイドルを探せ!」の第1回に出場し、4月5日放送回にて合格。140点獲得は、立見里歌の142点に次ぐ歴代2位の記録であった。同時に合格した内海和子、富川春美と共に、翌週からおニャン子クラブの会員番号12番として活動を開始した。

##### ソロ活動の開始
7月、テレビドラマ『スケバン刑事』にゲスト出演。悪役を演じ、麻宮サキ役の斉藤由貴との格闘シーンを披露した。同ドラマでのセリフ「ゲームなんだよ!」は有名となった。河合にとってドラマ初出演となり、また、おニャン子メンバー初のソロ活動となった。おニャン子クラブの活動中にはメンバーが様々なドラマに出演したが、悪役を演じたのは河合だけである。
9月、CBS・ソニーから『涙の茉莉花LOVE』で、おニャン子クラブから最初のソロ歌手デビュー。同曲はオリコン週間チャートで初登場5位、翌週には1位を獲得した。女性アイドルとしては薬師丸ひろ子以来となる、デビュー作チャート首位という快挙を成し遂げた。同曲のヒットにより、河合は独立したアイドルとしての地位を確立する。B面「恋のチャプターA to Z」は、「河合その子 with おニャン子クラブ」名義。バックのメンバーは国生さゆり・名越美香・高井麻巳子・城之内早苗で、デビューイベント等にも随伴した。
11月、シングル『落葉のクレッシェンド』リリース。オリコン週間チャート2位を獲得。
12月からは大映ドラマ『ヤヌスの鏡』にレギュラー出演。同月5日にファーストアルバム『その子』をリリース。
28日には、品川プリンスホテル・ゴールドホールでファーストソロコンサートを行う。

#### 1986年（昭和61年）
3月10日、フジテレビ月曜ドラマランド『透明少女』でドラマ初主演。
3月21日、おニャン子クラブ在籍最後の作品としてリリースした『青いスタスィオン』は、オリコン週間チャートで2週連続1位、34.1万枚のセールスを記録し、おニャン子クラブ関係でも最高の売り上げを記録。1986年の年間シングルチャートでも10位となる大ヒット曲となり、河合の代表作となった。また、同曲は自身も出演する森永製菓「Hi-SOFT」のCMソングとして起用された。
3月31日放送の『夕やけニャンニャン』第1回卒業式で、中島美春とともに番組を卒業。4月1日の日本武道館公演を最後におニャン子本体からも卒業。本格的にソロ活動を開始する。

### おニャン子クラブ卒業後

#### 1986年（昭和61年）
卒業翌日の4月2日から、初のソロコンサートツアー「MEN'S BRAND SONOKO」を開催。4月7日からはニッポン放送『河合その子 拝啓その子です』開始。この時期、おニャン子時代にトレードマークだったロングヘアを切り、セミロングのボブヘアにイメージチェンジする。
8月から10月にかけて、2回目のコンサートツアー「風船旅行」を開催した。この間に『Siesta』（5月）、『Mode de Sonoko』（10月）と2枚のアルバムをリリースする。両作はオリコンLPチャート1位を獲得した。10月リリースの『悲しい夜を止めて』からは、自ら歌番組やコンサートでのステージ衣装をデザインするようになる。衣装の制作では「大胆、かつ上品に」を意識していた。楽曲制作にも自身の意見が反映されるなど、脱アイドルを意識したセルフプロデュースを展開していく。
これらの音楽活動と並行して、おニャン子卒業後も『夕やけニャンニャン』にはコンスタントにゲスト出演していたほか、『夕やけニャンニャン』の姉妹番組として5月から9月に放送された『夕食ニャンニャン』では、吉田照美とともに司会役を務めた。また、TBS水曜ドラマスペシャル『二十歳の祭り』（7月30日放送）、フジテレビ月曜ドラマランド『みゆき』（8月4日放送）の2本の単発ドラマに出演した。この時期はアルバムのレコーディングやドラマ撮影、コンサート、テレビ出演などが重なり、睡眠時間2時間ともされる過酷なスケジュールであったという。
12月には、当時おニャン子クラブ在籍メンバーで、CBS・ソニー及びEPIC・ソニーに所属していた国生さゆり・城之内早苗・渡辺美奈代・渡辺満里奈による企画アルバム『Merry X'mas For You』をリリース。表題曲はこのメンバーによる5声ハーモニーでの歌唱となったほか、独立パートでは存在感を発揮した。
同月、横浜スタジアムで初の野外公演「SONOKO AVENUE a elegance」を開催。
1986年にリリースしたシングル『青いスタスィオン』『再会のラビリンス』『悲しい夜を止めて』の3作全てでオリコン週間チャート1位を獲得した。シングル売上枚数は81.3万枚で第10位。アーティストトータルセールスでは第15位。女性アイドルでは中森明菜、おニャン子クラブ、本田美奈子、斉藤由貴、松田聖子に次ぐ記録であった。

#### 1987年（昭和62年）
1月、ホームコメディドラマ『オレの息子は元気印』（日本テレビ系）に出演。美大生の清楚なヒロインを演じた。"不倫したい男No.1"と呼ばれ、独特の雰囲気を持った主演の奥田瑛二と、アイドル出身の河合の共演は異色の顔合わせとして話題を呼んだ。
2月、シングル『哀愁のカルナバル』リリース。オリコン週間チャート3位を獲得。河合のアイデアによるバレエのような振り付けが話題となった。
3月から5月にかけて、コンサートツアー「SONOKO STYLE '87」を開催。6月にシングル『JESSY』リリース。さらに7月発売のアルバム『Rouge et Bleu』を挟み、9月から12月にかけてコンサートツアー「LIVE ACT 4 YOU」を開催した。
8月に、『夕やけニャンニャン』が終了、おニャン子クラブも9月20日のコンサートで解散した。8月発売の解散記念アルバム『Circle』には、自ら作曲した「プリズム」が収録され、シンガーソングライター志向だった本人にとって初のオリジナル曲となった。
10月、シングル『夢から醒めた天使』リリース。

### アーティスト路線へ
1988年（昭和63年）
テレビ出演拒否宣言をする。また、雑誌メディアへの露出も抑えられるようになる。同年5月にアルバム『Colors』を発表したが、プロモーション活動はラジオに数回出演した程度で、唯一のテレビ出演は『オールナイトフジ』でのミニライブであった。また、先行リリースのシングル『雨のメモランダム』を最後にシングルのリリースはなくなり、アルバムのみの活動となった。また『Colors』には河合本人がプロデューサーとして参加、マスコミへの露出や売上と反比例するかのように、本人の意向を押し出して、おニャン子時代から楽曲を手がけてきた秋元康、後藤次利以外のライターも多く起用された。
12月にはライブ「'88〜'89 Nouvelle Collection」を東京・大阪で行うが、『Colors』制作の流れをくみ未発表曲やカバー曲が多くを占める構成となった。
1989年（昭和64年/平成元年）
3月発売のアルバム『Dancin' In The Light』では4曲を自身で作曲し、曲調もラテン風のものが多くみられるようになる。このアルバム発売に伴い、3月から5月にかけてコンサートツアー「1989 Nouvelle Collection」が行われた。これが、全国規模のコンサートツアーとしては最後となった。
約1年間近畿日本ツーリストのキャンペーンキャラクターを務める。
1990年（平成2年）
雑誌『TYO』1990年4月号から1991年1月号まで、エッセイ『銀色タペストリー』が連載された。
4月、全曲を作曲したアルバム『Replica』をリリース。5月にライブ「Replica Live '90」を行ったが、終了後にファンクラブを解散し休養を宣言する。
1994年（平成6年）
4月に作曲家の後藤次利と結婚し、既に引退していることが報じられた。

### 引退後
2000年
芸能界引退後は長らくメディアに姿を見せていなかったが、5月に放送されたドラマ『多重人格探偵サイコ/雨宮一彦の帰還』（WOWOW）の音楽を夫の後藤次利が担当した縁で一瞬のカットのみ出演し、6年ぶりにテレビ出演を果たした。その際には「龍妃」という芸名を用いている。ただし、あくまで特別出演であり、芸能界復帰ではなかった。
その一方で、リリースしたCDが引退後相次いで廃盤となったことから、所属レコード会社だったソニー・ミュージックに、復刻を求める要望がファンから集まった。これを受けてソニー・ミュージックと河合との間で交渉が行われた際、本人の話から未発表曲の存在が明らかになった。その後、お蔵入りしていた6曲の音源が発見された。
2009年
こうして9月、復刻盤CD-BOX『河合その子プレミアム』発売が実現した。それを機に、「昔一緒に仕事をしていたスタッフと再会した瞬間、私は“後藤その子”ではなく、“河合その子”に戻っていました。それもごく自然に…」「同じ時間を過ごした皆さんと共有できる思い出があるという素晴らしさに気が付きました」「懐かしい『記憶』が鮮やかな『記録』となったことに心から感謝します」とのコメントを、サンケイスポーツ宛てに寄せた。
2010年
3月、資生堂の新化粧品ブランド「IN&ON」のコマーシャル出演を発表、4月からオンエアされた。「限定」とされているものの、約20年ぶり（2000年に『多重人格探偵サイコ/雨宮一彦の帰還』に出演して以来10年ぶり）の本格的な芸能活動となる。CMでは、荻野目洋子、薬丸秀美、伊藤つかさと共演した。なお、この時の会見で、夫の後藤との間に子どもが1人いることを明らかにしている。

## 人物

### おニャン子クラブでの活動
おニャン子クラブでは最年長でありながら最も幼さを感じさせる佇まいで、「永遠の少女」「歌うリカちゃん人形」などと呼ばれていた。コミカルなニュアンスの初期おニャン子クラブの中では異質な清楚なキャラクターと、正統派のアイドル路線で独自のソロ活動を展開した。CBSソニーで河合の担当ディレクターだった藤岡孝章は、アイドルが神秘性を持った、手の届かない、訓練された存在としてプロデュースされるのが常識だった時代において、おニャン子クラブからの歌手デビュー計画は決して優遇されたものではなかったが、その後おニャン子クラブがアイドル界に革命を起こしていった中で、その中心的存在であった河合も想像を越えて輝きを増していったと語った。
楽曲面では「日仏のハーフで普段はフランスの寄宿舎に住んでいるリセエンヌ」というイメージのもと、フレンチ・ポップス路線の楽曲の展開がなされた。当時の音楽誌では「七色の声を持つ」と評され、河合のプロデュースを担当したCBSソニーの稲葉龍文は、日本の若手シンガーの中では河合が一番音域が広い歌手ではないかと語っている。
おニャン子クラブでは最初にソロデビューしたことから、スタッフからは"おニャン子クラブの長女"として見られており、後からソロデビューする後輩の精神的サポートをすることもあった。また、渡辺プロでの後輩にあたる岩井由紀子（ゆうゆ）とともに松田聖子の熱烈なファンで知られた。1985年6月の松田聖子と神田正輝との結婚式の時には、『夕やけニャンニャン』の時間帯に福永恵規とともにリポーターを務めている。
秋元康は、おニャン子クラブでの河合について、「その子はどちらかというとクラスの中に友達があまり居なくて、学校から一歩出ると口紅ひいて街を歩いちゃうみたいな子。精神的にすごい大人なわけ。」と評している。
高井麻巳子は、「かわいい時、冗談いってる時、キゲンの悪い時も全部がすごく自然で。だけど歌ってる時って違う。誰も知らないその子ちゃんって感じで、なんだかとっても遠い人みたい。近づけない。本当に歌が好きなんだナ、いいナって思います。」と語っている。
岩井由紀子は、実の姉のように優しくしてもらい、落ち込んでいる時に励ましてもらったりと、見かけよりもしっかりしていて頼もしいと語り、吉沢秋絵は、トロくて本番ギリギリになっても準備ができなくてモタモタしていると、「リップと鏡持って上（スタジオ）でやれば大丈夫。ホラ行け！がんばるんだ」と声をかけられて最後まで一緒に居てもらうなど、おニャン子に加入した当初は助けられたとして、「時々、同級生のように思える時もあるけど、やっぱりおねえさんですね。」と語っている。
国生さゆりは、自分にとってある意味ではお姉さん、ある意味では同級生、そして同級生の悪ガキで一緒に遊んでいた友達のようであったと語り、河合、国生とソニー寮で暮らしていた城之内早苗は、一見甘えん坊のようだが家では頼りになるお姉さんで、ドキッとするような大人の面があったと語った。

自身が活動したおニャン子クラブが"素人集団"的な見方をされてきたことについて、河合は次のように語っている。

### アイドル・タレントとして
おニャン子クラブで最初にソロ・デビューを果たし、目覚ましい活躍をした反面、「ナマイキ」「わがまま」「無愛想」というイメージで語られることもあった。河合は、自らの性格について「ひょうきんだと思う」と語る一方、「すごいつっけんどんで、いちいち何かニコニコしていられない」と語っている。司会を務めた『夕食ニャンニャン』では、河合のために台本に「その子、ここでちゃんと喋ること!」「きちんとアイサツするように!」と書かれるほどであった。また、芸能界独特のしきたりやルールなど、一般人の目で見ると納得できない部分が多く、心の中で芸能界に染まることに抵抗があり、そういう世界で器用に立ち回ることができなかった自分はアイドルとしては不向きだったと語っている。当時のフジテレビ関係者は、自分が絶対にスターになるというタイプの国生さゆりに対し、河合は普通の子が芸能界を覗いた、というタイプであったと評している。

## 音楽

### シングル
|   | 発売日         | タイトル             | B面曲                        | オリコン最高位 |
| - | -------------- | -------------------- | ---------------------------- | -------------- |
| 1 | 1985年9月1日   | 涙の茉莉花LOVE       | 恋のチャプターA to Z         | 1位            |
| 2 | 1985年11月21日 | 落葉のクレッシェンド | 午後のパドドゥ               | 2位            |
| 3 | 1986年3月21日  | 青いスタスィオン     | さよならは言わないで         | 1位            |
| 4 | 1986年7月2日   | 再会のラビリンス     | ジョバンニのささやき         | 1位            |
| 5 | 1986年10月22日 | 悲しい夜を止めて     | やさしさなんていらない       | 1位            |
| 6 | 1987年2月26日  | 哀愁のカルナバル     | ロマンスの行方               | 3位            |
| 7 | 1987年6月17日  | JESSY                | 赤道を越えたサマセットモーム | 3位            |
| 8 | 1987年10月21日 | 夢から醒めた天使     | 明日への手紙                 | 11位           |
| 9 | 1988年4月21日  | 雨のメモランダム     | ラヴェンダーが目印           | 29位           |

### アルバム

#### オリジナルアルバム
|   | 発売日        | タイトル             | オリコン最高位 |
| - | ------------- | -------------------- | -------------- |
| 1 | 1985年12月5日 | その子               | 4位            |
| 2 | 1986年5月21日 | Siesta               | 1位            |
| 3 | 1986年10月1日 | Mode de Sonoko       | 1位            |
| 4 | 1987年7月22日 | Rouge et Bleu        | 6位            |
| 5 | 1988年5月21日 | Colors               | 19位           |
| 6 | 1989年3月21日 | Dancin' In The Light | 38位           |
| 7 | 1990年4月21日 | Replica              | 50位           |

#### オムニバスアルバム
|   | 発売日         | タイトル | 備考                                                                           | オリコン最高位 |
| - | -------------- | -------- | ------------------------------------------------------------------------------ | -------------- |
| 1 | 1987年08月05日 | Circle   | おニャン子クラブのラストアルバムに自身で作曲した「プリズム」が収録されている。 | 2位            |

#### ベストアルバム
|   | 発売日         | タイトル                        | 備考                                                                                  | オリコン最高位 |
| - | -------------- | ------------------------------- | ------------------------------------------------------------------------------------- | -------------- |
| 1 | 1988年1月1日   | Dedication                      |                                                                                       | 15位           |
| 2 | 1988年1月1日   | BEST ALBUM                      | CTのみのベスト盤                                                                      | 60位           |
| 3 | 1988年7月21日  | 雨の木                          | 8cmCDベストアルバム『My Favorite Songs』シリーズから発売されたベストアルバム          | -              |
| 4 | 1990年12月21日 | sonnet                          |                                                                                       | 83位           |
| 5 | 1997年7月21日  | 河合その子 ベスト・コレクション | 廉価版アルバムシリーズ『CD選書』シリーズから発売されたベストアルバム                  | -              |
| 6 | 2002年11月20日 | GOLDEN☆BEST 河合その子          | 廉価版ベストアルバムシリーズ『ゴールデン☆ベスト』シリーズから発売されたベストアルバム | -              |

#### 合同ベストアルバム
|   | 発売日         | タイトル                                                               | 備考 | オリコン最高位 |
| - | -------------- | ---------------------------------------------------------------------- | --- | -------------- |
| 1 | 2010年04月28日 | GOLDEN☆BEST 河合その子・国生さゆり・城之内早苗・渡辺美奈代・渡辺満里奈 | 廉価版ベストアルバムシリーズ『ゴールデン☆ベスト』シリーズから発売されたベストアルバム。 当時、CBSソニーに在籍していた（渡辺満里奈のみEPIC・ソニー）おニャン子クラブのメンバーのソロ楽曲を収録したベストアルバム。 |                |

#### CD-BOX
|   | 発売日        | タイトル             | オリコン最高位 |
| - | ------------- | -------------------- | -------------- |
| 1 | 2009年9月30日 | 河合その子プレミアム | 138位          |

### 映像作品
|   | 発売日         | タイトル                       | 備考                            |
| - | -------------- | ------------------------------ | ------------------------------- |
| 1 | 1986年3月21日  | その子 元気です。              |                                 |
| 1 | 2004年7月22日  | その子 元気です。              | DVDにフォーマットを変えて再発売 |
| 2 | 1987年3月5日   | アフロディーテの夢 -Aphrodite- |                                 |
| 3 | 1987年11月21日 | その子の夏                     |                                 |
| 3 | 2004年9月23日  | その子の夏                     | DVDにフォーマットを変えて再発売 |
| 4 | 1988年3月5日   | JESSY                          | CDVから発売された               |
| 5 | 1989年7月21日  | Sweet Contrast                 |                                 |

### DVD-BOX
|   | 発売日        | タイトル                       |
| - | ------------- | ------------------------------ |
| 1 | 2007年2月21日 | 河合その子 コンプリートDVD-BOX |

### タイアップ曲
| 楽曲                 | タイアップ                                              |
| -------------------- | ------------------------------------------------------- |
| 落葉のクレッシェンド | フジテレビ系『なるほど!ザ・ワールド』エンディングテーマ |
| 午後のパドドゥ       | 森永製菓『HI-SOFT』CMソング                             |

## コンサート・ライブ
- 河合その子ファーストコンサート（1985年12月28日、品川プリンスホテル・ゴールドホール）
- MEN'S BRAND SONOKO（1986年4月2日 - 4月30日、全国ツアー）
- 風船旅行（1986年8月23日 - 10月11日、全国ツアー）
- SONOKO AVENUE a elegance（1986年12月28日、横浜スタジアム）
- SONOKO STYLE '87（1987年3月18日 - 5月5日、全国ツアー）
- その子の夏（1987年8月21日、よみうりランドEAST）
- LIVE ACT 4 YOU（1987年9月25日 - 12月14日、全国ツアー）
- Nouvelle Collection（1988年12月、東京・大阪）
- 1989 Nouvelle Collection（1989年3月 - 5月、全国ツアー）
- Sweet Contrast（1989年5月6日、Ebisu Factory）
- Replica Live '90（1990年5月、東京・大阪・名古屋）

## 出演

### バラエティ
- 夕やけニャンニャン（1985年4月 - 1986年3月、フジテレビ）
- 夕食ニャンニャン（1986年5月 - 9月、フジテレビ）

### ラジオ
- おニャン子のアブない夜だよ（1985年11月 - 1986年3月、ニッポン放送／毎週月〜木曜日 23:45〜23:55） - 国生さゆり・渡辺美奈代・横田睦美と共に
- 河合その子 拝啓その子です（1986年4月 - 11月、ニッポン放送／毎週日曜日 11:30〜12:00）

### テレビドラマ
- スケバン刑事（1985年7月11日・18日、フジテレビ） - 宮原妙子 役
- ヤヌスの鏡（1985年12月 - 1986年4月、フジテレビ） - 阿部純子 役
- 月曜ドラマランド・透明少女（1986年3月10日、フジテレビ）- 主演・六笠七世 役
- 二十歳の祭り（1986年7月30日、TBS）- 主演・由美子 役
- 月曜ドラマランド・みゆき（1986年8月4日、フジテレビ） - 若松みゆき、鹿島みゆき 二役
- オレの息子は元気印（1987年1月 - 2月、日本テレビ） - 佐伯千鶴 役

### CM
- 森永ハイソフト（森永製菓）
- 森永ジャスト（森永製菓）
- IN&ON（資生堂）

## 出版物
- 中島清一 撮影『河合その子写真集 : 不思議な午後』CBS・ソニー出版、1986年3月31日。ISBN 4-7897-0219-7。
- 『いつまでもシンデレラ』角川書店、1986年12月10日。 ISBN 4-04-167901-X。
- 『河合その子写真集 So Blue』ワニブックス、1987年12月10日。ISBN 4-8470-2066-9。